# Ryan Atkins

a Compétitions nationales et continentales officielles uniquement.

b Matchs officiels uniquement.
Ryan Atkins, né le 7 octobre 1985 à Pudsey (Angleterre), est un joueur de rugby à XIII anglais évoluant à plusieurs postes dans sa carrière (ailier, centre, deuxième ligne ou troisième ligne) mais c'est au poste de centre qu'il réalise ses meilleures performances. Il débute avec les Bulls de Bradford en 2005 mais rejoint dès 2006 les Wildcats de Wakefield avec lesquels il dispute la Super League. En 2010, il signe pour les Wolves de Warrington avec lesquels il remporte la Challenge Cup en 2010 et 2012, et atteint la finale de la Super League à trois reprises (2012, 2013 et 2016) sans parvenir à la remporter. Ses performances sont saluées par deux nominations dans la « Dream Team » de la Super League au poste de centre en 2012 et 2016, et l'amènent à être sélectionné à plusieurs reprises en sélection d'Angleterre avec laquelle il dispute entre autres la Tournoi des Quatre Nations en 2010.

## Palmarès
- Collectif :
  - Vainqueur de la Challenge Cup : 2010 et 2012 (Wolves de Warrington).
  - Finaliste de la Super League : 2012, 2013 et 2016 (Wolves de Warrington).
  - Finaliste de la Challenge Cup : 2016 (Wolves de Warrington).

- Individuel :
  - Nommé dans la « Dream Team » de la Super League : 2012 et 2016 (Wolves de Warrington).

### En club

#### Statistiques
| Saison | Club                       | Compétition  | Matchs | Points | Essais | Goals | Drops |
| ------ | -------------------------- | ------------ | ------ | ------ | ------ | ----- | ----- |
| 2006   | Wakefield Trinity Wildcats | Super League | 19     | 36     | 9      | 0     | 0     |
| 2007   | Wakefield Trinity Wildcats | Super League | 22     | 56     | 14     | 0     | 0     |
| 2008   | Wakefield Trinity Wildcats | Super League | 24     | 36     | 9      | 0     | 0     |
| 2009   | Wakefield Trinity Wildcats | Super League | 22     | 52     | 13     | 0     | 0     |
| 2010   | Warrington Wolves          | Super League | 29     | 44     | 11     | 0     | 0     |
| 2011   | Warrington Wolves          | Super League | 25     | 84     | 21     | 0     | 0     |
| 2012   | Warrington Wolves          | Super League | 28     | 96     | 24     | 0     | 0     |
| 2013   | Warrington Wolves          | Super League | 25     | 64     | 16     | 0     | 0     |
| 2014   | Warrington Wolves          | Super League | 26     | 60     | 15     | 0     | 0     |
| 2015   | Warrington Wolves          | Super League | 25     | 44     | 11     | 0     | 0     |
| 2016   | Warrington Wolves          | Super League | 28     | 68     | 17     | 0     | 0     |
| Total  | Total                      | Total        | 273    | 640    | 160    | 0     | 0     |